# Alla Pugacheva
Alla Borísovna Pugatchova (em russo:  Алла Борисовна Пугачёва;  Moscovo, 15 de abril de 1949) é uma cantora russa. Vendeu cerca de 100 milhões de cópias no mundo todo.
Ela representou a Rússia no Festival Eurovisão da Canção 1997 com a canção "Primadonna" que terminou em 15.º lugar, tendo recebido um total de 33 pontos.
Após o festival, ficou conhecida na Europa por um curto período de tempo. Entrou em uma fase de certa decadência no final da década de 1990, quando perdeu boa parte de sua audiência.
Em setembro de 2022, manifestou-se publicamente contra a invasão da Ucrânia pela Rússia, em solidariedade com o marido, que se manifestara antes pela paz entre Rússia e Ucrânia, e com os milhares de ucranianos e russos mortos no conflito, que declarou "morrerem por objetivos ilusórios". Foi eleita uma das "100 mulheres mais inspiradoras e influentes do mundo em 2022" pela BBC.

## Discografia

### Álbuns solo
| Ano (P) | Número                    | Título original                      | Título em inglês              | Formato   | Local                      |
| ------- | ------------------------- | ------------------------------------ | ----------------------------- | --------- | -------------------------- |
| 1976    |                           | Zolotoy Orfey 76                     | Golden Orpheus 76             | Live LP   | Balkanton, Bulgaria        |
| 1977    | C60 09799-2               | Zerkalo Dushi                        | Mirror of Soul                | Double LP | Melodiya, USSR             |
| 1979    | C60 11975-6               | Arlekino i drugiye                   | Harlequin and Others          | LP        | Melodiya, USSR             |
| 1980    | C60 14429-0               | Podnimis' nad suetoy                 | Rise Above Vanity             | LP        | Melodiya, USSR             |
| 1980    | C60 14935-6               | To li yeshchë budet...               | Something's Still to Come     | LP        | Melodiya, USSR             |
| 1982    | C60 17663-6               | Kak trevozhen etot put'              | How Unrestful Is This Way     | Double    | Melodiya, USSR             |
| 1985    | C90 21357-8               | Akh, kak hochet'sya zhyt'            | Ah, How I Want to Live        | LP        | Melodiya, USSR             |
| 1985    | WRM LP01                  | Watch Out                            | Watch Out                     | LP        | World Record Music, Sweden |
| 1986    | C60 24717-8               | Schastya v lichnoy zhyzni!           | ...Happiness in Private Life! | LP        | Melodiya, USSR             |
| 1986    | C60 25059-0               | Prishla i govoryu                    | I Came to Say                 | LP        | Melodiya, USSR             |
| 1990    | SUCD 60 00122             | Alla                                 | Alla                          | CD        | Melodiya, USSR             |
| 1991    | 10191-40191               | Rozhdestvenskiye vstrechi 1990       | Christmas meetings 1990       | 2LP       | Russian disc, USSR         |
| 1992    | STEREO R60 00887          | Rozhdestvenskiye vstrechi 1991       | Christmas meetings 1991       | 2LP       | Russian disc, Russia       |
| 1995    | SZCD0475                  | Ne delayte mne bol'no, dzhentel'meny | Don't Hurt Me, Gentlemen      | CD        | Soyuz, Russia              |
| 1998    | Ex 98073                  | Da!                                  | Yes!                          | CD        | Extraphone, Russia         |
| 2001    | АБП 0037                  | Rechnoy tramvaychik                  | River Tram                    | CD        | Alla, Russia               |
| 2002    | АБП 0038                  | A byl li mal'chik?                   | Was There a Boy?              | CD        | Alla, Russia               |
| 2003    | АБП 0055, МТ 702909-288-1 | Zhyvi spokoyno, strana               | Live Peacefully, My Country!  | CD        | Alla & Monolit, Russia     |
| 2008    | АБП 0055, МТ 702909-288-1 | Priglasheniye na zakat               | Invitation to a Sunset        | CD        | Alla                       |

### Outros álbuns
- 1978 Alla Pugacheva (lançado no Japão) - compilação
- 1978 Ala Pugachova. Ogledalo na dushata (lançado na Bulgária) - compilação
- 1979 Alla Pugacheva i Iosif Kobzon - split
- 1980 Diskoteka A - instrumental remixes
- 1980 Alla Pugatšova. Huipulla (Alla Pugacheva. At the Top; Kansan, Finlândia)
- 1981 Alla Pugačova (Czech version of To li eshche budet...)
- 1981 Alla Pugatšova. Tähtikesä (Alla Pugacheva. Starry summer; Kansan, Finland)
- 1982 U nas v gostjakh maestro (Our Guest is the Maestro) - live / split
- 1982 Parad Planet - split
- 1983 Million Roz (lançado no Japão) - compilação
- 1983 Alla Pugačova. Davna pisen (uma compilação em tcheco)
- 1984 Alla Pugacheva - Soviet Superstar. Greatest Hits 1976-84 (World Record Music, Suécia) - compilação
- 1985 Alla Pugacheva - Soviet Superstar vol.2 (lançado pela World Record Music na Finlândia) - compilação
- 1988 Pesni vmesto pisem (Songs Instead Of Letters) - split with Udo Lindenberg
- 1989 Paromshik - (Ferryman) (Lançamento finlandês de Rechnoy paromshchik)
- 1991 Alla (Ritonis, Riga)
- 1994 Veryu v tebya (I Believe In You) - compilação
- 1995 Put' zvezdy (The Path of a Star) - compilação
- 1996 A 13 CD com uma compilações de canções que já haviam sido lançadas somente em LP e K7
- 1996 Poët Alla Pugacheva (Alla Pugacheva Sings (songs by Aleksandr Zazepin) - compilação
- 1997 Dve zvezdy (Two Stars; with Vladimir Kuzmin) - compilação / split
- 1998 Syurpriz ot Ally Pugachevy (Surprise from Alla Pugacheva) - tributo

### CD singles
- 1997 Primadonna
- 2000 Bely sneg (White Snow)
- 2000 Madam Broshkina
- 2002 Eto Lyubov' (It's Love)

## Filmes e aparições na TV
- 1978 Zhenshchina, kotoraya poët (A Woman Who Sings), Mosfilm
- 1981 Lyubovyu za lyubov' (Love After Love) Mosfilm
- 1984 Vstrechi s Alloy Pugachevoy (Meetings with Alla Pugacheva), USSR TV
- 1985 Prishla i govoryu (I Came and I'm Speaking), Mosfilm
- 1985 Sezon chudes (Season of Miracles), Odessa Film Studio
- 1989-2002 Rozhdestvenskie vstrechi (Christmas Meetings), USSR TV, Ostankino, Public Russian Television, Russian State Television
- 1995 Zhdi i pomni menya (Wait for Me, Remember Me), Public Russian Television
- 2003 Za dvumya zaytsami (Chasing Two Rabbits)